# 利勒勒
利勒勒（丹麥語：Lillerød）是丹麥西蘭島北部的一座城市，阿勒勒市鎮的行政中心，位於哥本哈根以北40公里，距離赫爾辛格不遠。2020年1月1日時人口为16,732人。